# Paweł Beręsewicz
Paweł Beręsewicz (ur. 1970 w Warszawie) – pisarz, poeta, tłumacz, leksykograf. Pisze powieści, opowiadania i wiersze dla dzieci. Jest laureatem nagrody „Guliwera”, konkursu literackiego Polskiego Towarzystwa Wydawców Książek, Nagrody Literackiej im. Kornela Makuszyńskiego.
Ukończył studia na Uniwersytecie Warszawskim, na Wydziale Neofilologii (anglistykę). Pracował jako nauczyciel języka angielskiego w VI Liceum Ogólnokształcącym im. Tadeusza Reytana w Warszawie. Książki dla dzieci wydaje od 2004 roku. Początkowo współpracował z wydawnictwem Skrzat, następnie również z łódzkim wydawnictwem Literatura. Nie tylko pisze dla młodego czytelnika, ale również tłumaczy, m.in. Marka Twaina (Przygody Tomka Sawyera), Briana Pattena (Olbrzym z Zamczyska Baśni), Edith Nesbit (Księga smoków), Margaret Mahy (Przemiana). Jest autorem bądź współautorem słowników polsko-angielskich i angielsko-polskich, m.in. Wielkiego słownika PWN-Oxford.

## Twórczość[2]
- Czy pisarzom burczy w brzuchu? (Wydawnictwo Literatura, 2002)
- Lalki Dorotki – wiersze dla dzieci (Wydawnictwo Skrzat, 2004)
- Akcja ratunkowa – wiersze dla dzieci (Wydawnictwo Skrzat, 2005)
- Wieści domowe – zbiór ćwiczeń, zagadek i tekstów dla dzieci (Wydawnictwo Skrzat, 2005)
- Jak zakochałem Kaśkę Kwiatek – powieść dla młodzieży (Wydawnictwo Skrzat, 2005)
- Co tam u Ciumków? – opowiadania dla dzieci (Wydawnictwo Skrzat, 2005)
- Skrzacik Jagódka (Wydawnictwo Skrzat, 2006)[3]
- Pan Mamutko i zwierzęta – opowiadania dla dzieci (Wydawnictwo Skrzat, 2006)
- Na przykład Małgośka – powieść dla młodzieży (Wydawnictwo Literatura, 2006)
- Żeby nóżki chciały iść (Wydawnictwo Literatura, 2008)
- Bajkowy słownik polsko-angielski i angielsko-polski dla dzieci (Wydawnictwo Literatura, 2009)
- Wielka Wyprawa Ciumków – opowiadania dla dzieci (Wydawnictwo Skrzat, 2009)
- Warszawa. Spacery z Ciumkami – przewodnik familijny (Wydawnictwo Skrzat, 2009)
- Ciumkowe historie w tym jedna smutna – opowiadania dla dzieci (Wydawnictwo Skrzat, 2009)
- Tajemnica człowieka z blizną (Wydawnictwo Literatura, 2010)
- Czy wojna jest dla dziewczyn (Wydawnictwo Literatura, 2010)
- Kiedy chodziłem z Julką Maj – powieść dla młodzieży (Wydawnictwo Literatura, 2011)
- Zawodowcy – opowiadania dla dzieci (Wydawnictwo Literatura, 2011)
- Wszystkie lajki Marczuka – powieść dla młodzieży (Wydawnictwo Literatura, 2012)
- Pieniądze albo kasa – powieść dla młodzieży (Wydawnictwo Literatura, 2014)
- Więcej niż klub – powieść dla dzieci (2016)
- Poczet psujów polskich (2016)
- Nie czekaj aż dorośniesz czyli Co nam opowiada Adam i Ada – opowiadania dla dzieci (2016)
- Ściśle tajne – opowiadanie dla dzieci (2018)
- Szeptane – powieść dla młodzieży (2018)
- Skandal w stolicy nudy – powieść dla dzieci (2020)
- Aplikacja – powieść dla młodzieży (2021)
- Czemu tata siedzi w garnku? – opowiadanie dla dzieci (2021)
- Pomcia Lewandowska– opowiadania dla dzieci (2023)
- Mąciciel – powieść dla młodzieży (2023)

## Nagrody
- 2005 - Nagroda „Guliwer w krainie Olbrzymów” (czasopismo „Guliwer”) za książkę Co tam u Ciumków?[4]
- 2006 - Nagroda Literacka im. Kornela Makuszyńskiego za książkę Ciumkowe historie w tym jedna smutna
- 2008 - Nagroda w VII Konkursie Literackim PTWK w kategorii literatury dla dzieci i młodzieży za książkę Co tam u Ciumków?[5]
- 2008 - Nagroda Literacka im. Kornela Makuszyńskiego za rok 2008 za książkę Ciumkowe historie, w tym jedna smutna[6].
- 2010 - Nagroda Literacka m. st. Warszawy  za książkę Warszawa. Spacery z Ciumkami
- 2011 - Nagroda Literacka im. Kornela Makuszyńskiego za książkę Tajemnica człowieka z blizną
- 2011 - III nagroda w II Konkursie Literackim im. Astrid Lindgren za książkę A niech to czykolada!

### Nominacja w Konkursie Książka Roku Polskiej Sekcji IBBY[7]
- 2005 - książka Co tam u Ciumków?
- 2006 - książka Pan Mamutko i zwierzęta
- 2011 - książka A niech to czykolada!
- 2012 - książka Wszystkie lajki Marczuka
- 2016 - książka Więcej niż klub